# كأس سلوفاكيا 1995–96
كأس سلوفاكيا 1995–96 هو موسم من كأس سلوفاكيا. كان عدد الأندية المشاركة فيه 32، وفاز فيه ŠK Futura Humenné ‏.